# Parquet Courts
Parquet Courts is een in 2010 opgerichte Amerikaanse punkrock-band uit New York.
Het debuutalbum, American Specialties, kwam in 2011 in beperkte oplage uit op cassette. Het tweede studioalbum, Light Up Gold (2012), werd aanvankelijk uitgebracht op Dull Tools, het eigen label van zanger Andrew Savage, en verscheen in 2013 nogmaals op  What's Your Rupture?. Light Up Gold werd ruimschoots geprezen in zowel de ondergrondse als de mainstream pers.
In 2014 kwam de band met Sunbathing Animal tot de 55e plaats van de Billboard 200. Daarna kwam onder de naam Parkay Quarts de single "Uncast Shadow of a Southern Myth" en werd datzelfde jaar het vierde album Content Nausea gemaakt, waarop Sean Yeaton en Max Savage wegens andere verplichtingen ontbraken.
Een jaar later kwam Parquet Courts met de grotendeels instrumentale experimentele ep Monastic Living.
In 2016 bracht de band het album Human Performance uit, en een jaar later volgde het album Milano in samenwerking met de Italiaanse muziekproducent Daniele Luppi. Deze plaat is een conceptalbum dat gaat over het Milaan van de jaren 80. Veel nummers van Milano bevatten ook zang van zangeres Karen O van Yeah Yeah Yeahs.
Op 18 mei 2018 bracht Parquet Courts het album Wide Awake! uit. De plaat werd geproduceerd door Danger Mouse. Het album bevat veel politiek geladen teksten en is onder andere beïnvloed door funk. Wide Awake! ontving grotendeels lovende kritieken, waaronder een score van 82/100 op Metacritic en 5 sterren van de Britse krant The Independent.

## Bandleden
- Andrew Savage – zang, gitaar
- Austin Brown – zang, gitaar, keyboard
- Sean Yeaton – basgitaar, achtergrondzang
- Max Savage – drums, percussie

## Discografie

### Albums
- 2011 - American Specialties
- 2012 - Light Up Gold
- 2014 - Sunbathing Animal
- 2014 - Content Nausea (als Parkay Quarts)
- 2016 - Human Performance
- 2018 - Wide Awake!
- 2021 - Sympathy for Life

### Livealbums
- 2015 - Live at Third Man Records

### Ep's
- 2013 - Tally All the Things That You Broke (als Parkay Quarts)
- 2015 - Monastic Living

### Singles
- 2013 - "Borrowed Time" (7")
- 2014 - "Sunbathing Animal" (7")